# Pargny-et-Filain
Pargny-et-Filain ist eine französische Gemeinde mit 371 Einwohnern (Stand: 1. Januar 2022) im Département Aisne in der Region Hauts-de-France. Sie gehört zum Arrondissement Soissons und zum Gemeindeverband Communauté de communes du Val de l’Aisne.

## Lage
Die Gemeinde Pargny-et-Filain liegt am Chemin des Dames, der sich im südlichen Gemeindegebiet steil aus dem Ailette-Tal erhebt und auf dessen Kamm im Südosten mit 198 m die höchste Erhebung gemessen wird, etwa zwölf Kilometer südsüdwestlich von Laon und etwa 18 Kilometer ostnordöstlich von Soissons in der historischen Provinz der Picardie. Die Ailette speist den Canal de l’Oise à l’Aisne, der parallel zu ihr das nördliche Ortsgebiet durchquert. Der hauptsächlich in der Nachbargemeinde Monampteuil befindliche Bassin de Monampteuil staut einen Teil des Wassers der Ailette und dient zur Regulierung des Kanals. Nachbargemeinden von Pargny-et-Filain sind Urcel im Norden, Monampteuil im Nordosten und Osten, Ostel im Südosten, Aizy-Jouy im Südwesten sowie Chavignon im Nordwesten.

## Geschichte
Die Gemeinde entstand mit Wirkung vom 1. Januar 2025 als Commune nouvelle durch Zusammenlegung der bis dahin selbstständigen Gemeinden Pargny-Filain und Filain, die keinen Status als Communes déléguées besitzen. Der Verwaltungssitz befindet sich in Pargny-Filain. Die Schreibweise des Namens der Commune nouvelle wurde nachträglich geändert.

## Bevölkerungsentwicklung
| Jahr                                                                  | 1962 | 1968 | 1975 | 1982 | 1990 | 1999 | 2006 | 2013 | 2022 |
| --------------------------------------------------------------------- | ---- | ---- | ---- | ---- | ---- | ---- | ---- | ---- | ---- |
| Einwohner                                                             | 240  | 231  | 236  | 272  | 280  | 290  | 348  | 380  | 371  |
| Quellen: Cassini und INSEE (bis 2012 Addition der Vorgängergemeinden) |      |      |      |      |      |      |      |      |      |

## Sehenswürdigkeiten
- Kirche Saint-Pierre in Pargny-Filain
- Kirche Notre-Dame in Filain, 1926 erbaut
- Kapelle Sainte-Berthe in Filain, 1918 zerstört und 1927 wieder aufgebaut

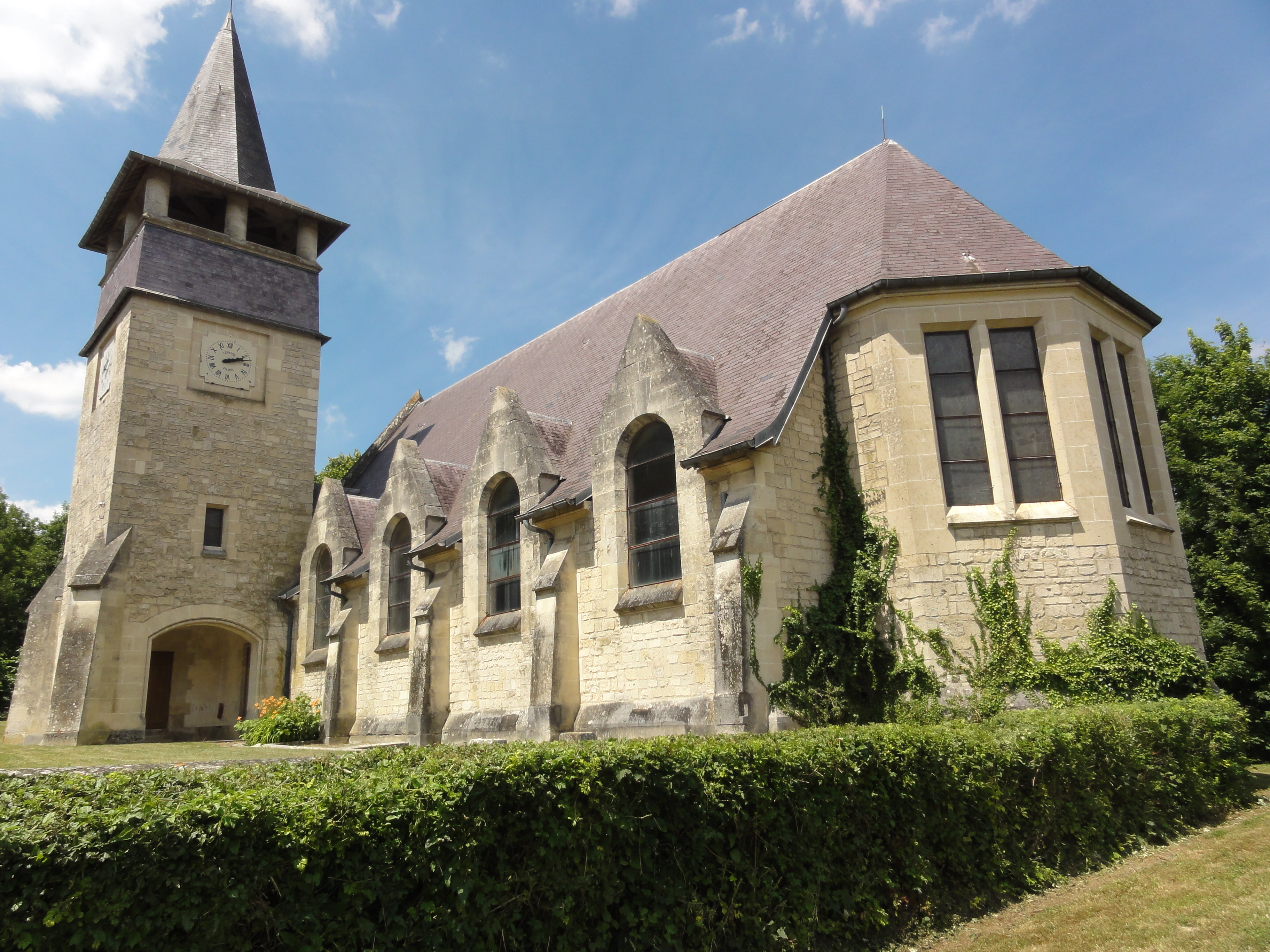
Kirche Saint-Pierre
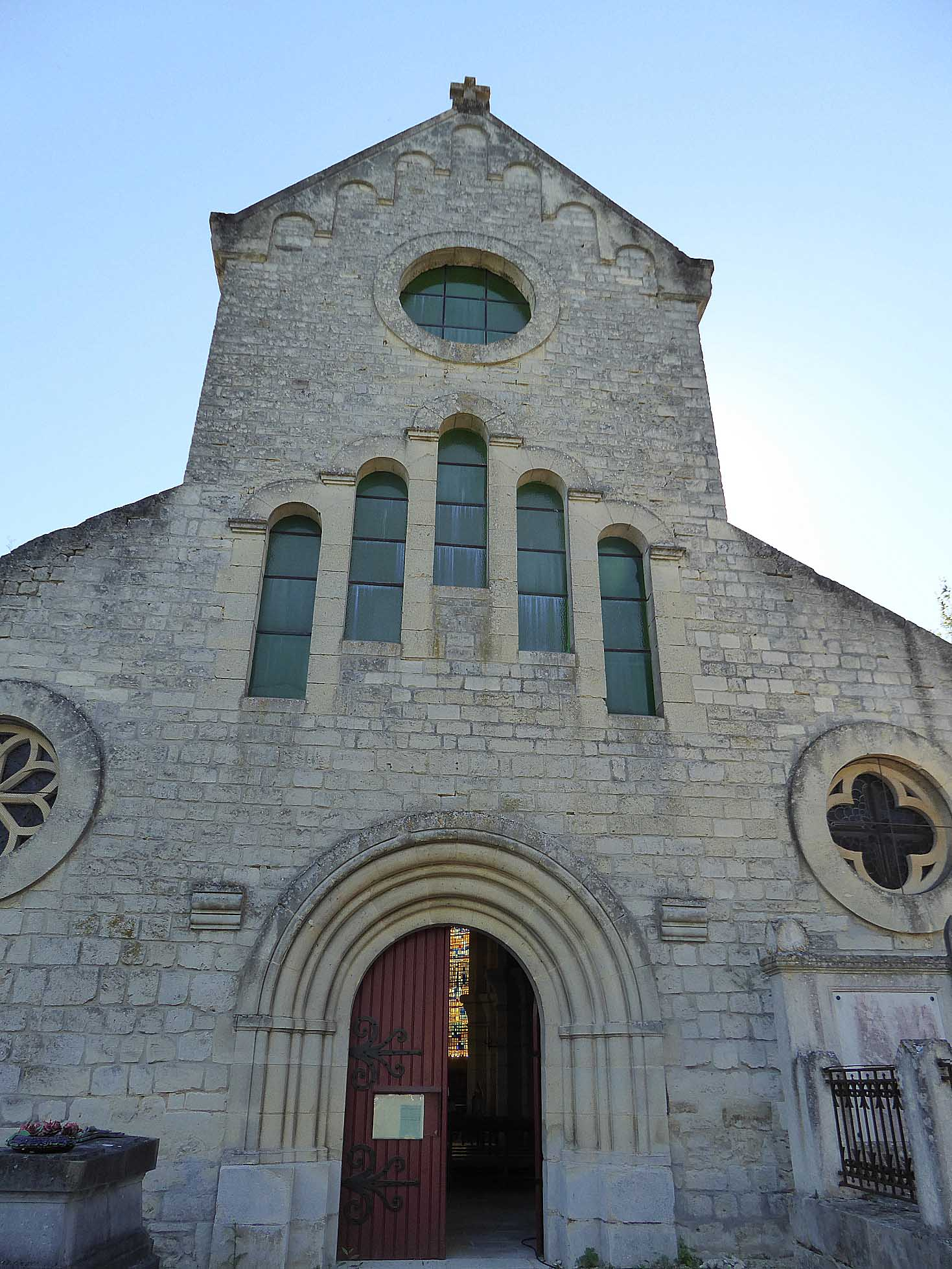
Kirche Notre-Dame
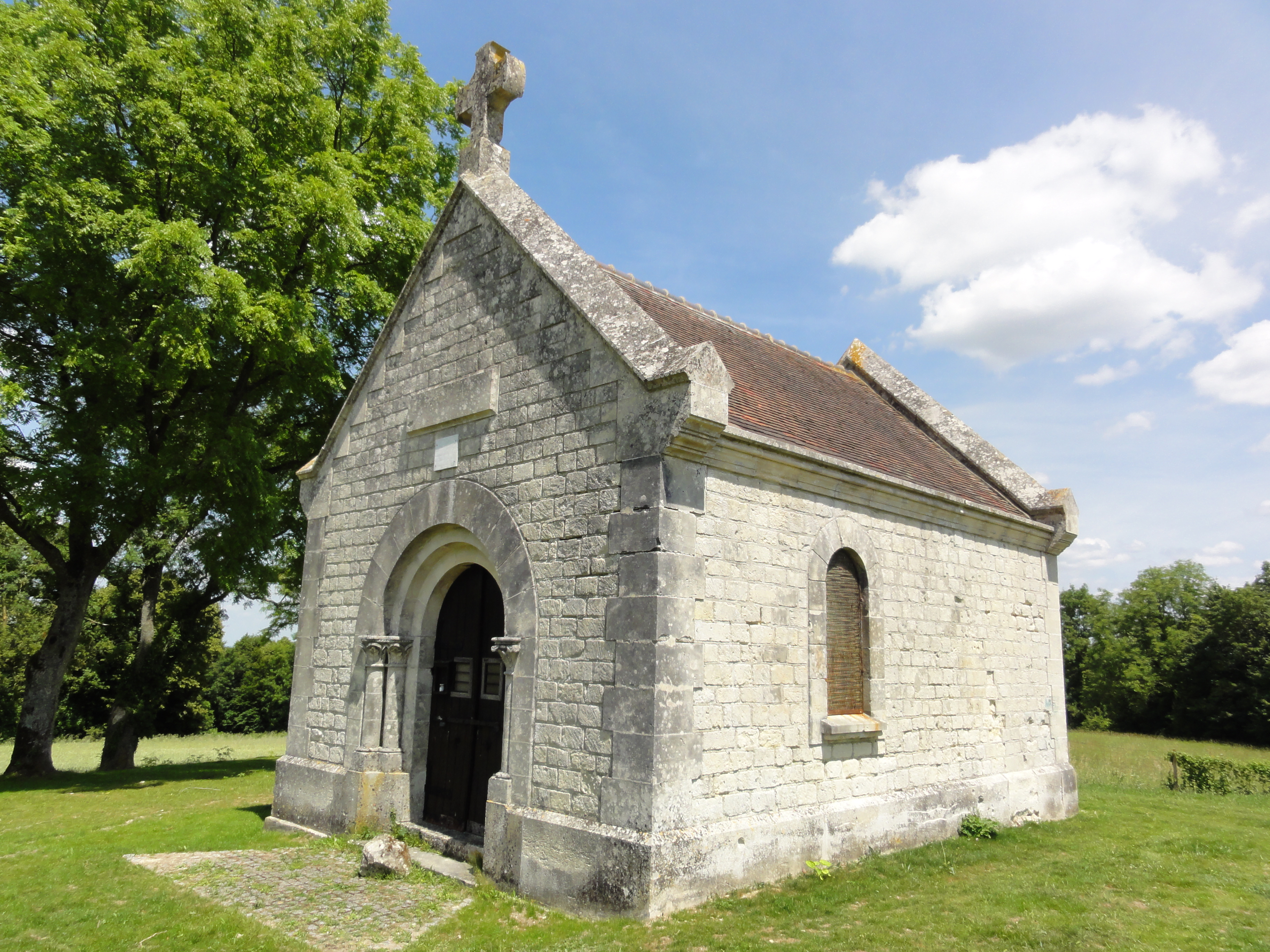
Kapelle Sainte-Berthe

## Verkehr
Pargny-et-Filain liegt abseits größerer Verkehrsachsen. Die Departementsstraße D 15 verbindet das Zentrum mit Urcel im Norden und mit Vailly-sur-Aisne im Süden. Sie kreuzt im südlichen Gemeindegebiet die Departementsstraße D 18CD, die auf dem Kamm des Chemin des Dames verläuft und die Gemeinde an einer Anschlussstelle der autobahnähnlich ausgebauten Route nationale 2 im Westen anbindet und in östlicher Richtung bis Corbeny führt.
Busse einer Linie der Region Hauts-de-France verkehren zwischen Chavignon und Laon.